# Keri Kelli
Keri Kelli - nombre real Kenneth Fear - (Huntington Beach, California; 7 de septiembre de 1971) es un guitarrista de hard rock que tocó con la leyenda de rock Alice Cooper y, en ocasiones, con Skid Row. Tocaba la guitarra y coescribió las canciones "Killed By Love", "The One That Got Away", "I'm Hungry", y "Feminine Side", en el álbum de Alice Cooper del 2008 llamado "Along Comes a Spider". También trabajó extensamente con su amigo Jani Lane (ex Warrant) en muchas canciones y en la banda de Lane Saints of The Underground. Lo mismo hizo junto al famoso guitarrista de Guns N' Roses, Slash, en su proyecto Slash's Snakepit

## Biografía
Kenneth Fear nació en Huntington Beach, California, el 7 de septiembre de 1971. Él es muy famoso por la sustitución de guitarristas en numerosas bandas de hard rock y glam metal norteamericano.
Algunas de las otras bandas que ha desempeñado en incluir: con el exguitarrista de Guns n' Roses Slash en The Slash's Snakepit Project), Skid Row, Vince Neil Band, Ratt ya que su estadía fue muy corta cuando lo reemplazó John Corabi (excantante y guitarrista de Mötley Crüe), L.A. Guns, Pretty Boy Floyd, Love/Hate, Adler's Appetite, Dad's Porno Mag, El Newlydeads, Saints of The Underground, Phucket, Alice Cooper y entre otras más.

## Discografía
Big Bang Babies
- Big Bang Babies - (1992)

- Black Market - (1994)

- 3 Chords & The Truth - (1999)

Dad's Porno Mag
- Dad's Porno Mag - (1997)

The Newlydeads
- The Newlydeads - (1997)

- Re-Bound - (1998)

- Dead End - (2001)

Pretty Boy Floyd
A Tale of Sex, Designer Drugs, and the Death of Rock N Roll - (1998) 
- Porn Stars - (1999)

U.S. Crush
- (2000) - "Bleed"

Shameless
- Queen 4 A Day - (2000)

- Splashed - (2002)

- Super Hardcore Show - (2003)

- KISS Tribute Undressed - (2003)

- Famous 4 Madness - (2007)

Slash's Snakepit
- Ain't Life Grand (2000)

Warrant
- Under the Influence- (2001)

L.A. Guns
- Rips the Covers Off - (2004) - On the two live songs

"Liberty & Justice" (2006) Guitarra en algunos temas (Sebastian Bach, Keri Kelli, J.Murr, M.Layne)
Saints Of The Underground
- Love The Sin, Hate The Sinner - (2008)

Alice Cooper
- Along Came A Spider - (2008)

- Datos: Q961217
- Multimedia: Keri Kelli / Q961217